# Tribenozid
A tribenozid (INN: tribenoside) halványsárga, sűrű folyadék. Vízben gyakorlatilag nem, acetonban, metanolban, diklór-metánban jól oldódik.
Aranyér és visszér kezelésére használt gyógyszer. Gyulladásgátló, enyhe fájdalomcsillapító. Elősegíti a sebgyógyulást. Gátolja az arthrosis(en) előrehaladását.

## Adagolás
Felnőtteknél 400 mg naponta 2–3-szor.

## Mellékhatások, ellenjavallatok
Mellékhatások: emésztési zavarok (hányinger, hányás, gyomorfájás, székrekedés), allergiás reakciók (bőr irritáció, viszketés).
A terhesség első trimeszterében a szer ellenjavallt.

## Készítmények
Önállóan:
- Glyvenol
- Hemocuron
- Hemoryl
- Hemotait
- Tohcuron

Lidokainnal kombinációban:
- Borraza-G
- Haemoproct
- Hemojust
- Hemolisat
- Hemoza
- Lidobenon
- Procto-Glyvenol
- Procto-Hemolan
- Verutorid

Magyarországon nincs forgalomban.